# Dorel Stoica
Dorel Stoica (* 5. April 1978 in Drobeta Turnu Severin, Kreis Mehedinți) ist ein ehemaliger rumänischer Fußballspieler und -trainer. Der Mittelfeldspieler bestritt insgesamt 167 Spiele in der rumänischen Liga 1 und der saudi-arabischen Professional League.

## Karriere
Stoicas erste Profistation war der FC Extensiv Craiova, wo er als 25-Jähriger 2003 unter Vertrag genommen wurde, nachdem er zuvor sieben Jahre lang in der Divizia C gespielt hatte. In seiner ersten Saison konnte der Verein in der zweiten rumänischen Spielklasse den neunten Platz erreichen. Als der Verein im darauffolgenden Jahr nach Caracal umzog, ging er mit und wiederholte den neunten Platz.
2005 kam dann der Wechsel zum FC Universitatea Craiova. Mit dem Verein schaffte er den Aufstieg in die höchsten rumänische Spielklasse der Liga 1. In der ersten und zweiten Saison wurde der Verein Neunter. In der Saison 2008/09 konnte der siebente Platz erreicht werden. Nach einem halben Jahr bei Al-Ettifaq in der Saudi Premier League wechselte er im Sommer 2010 zu Steaua Bukarest. Nur zwei Monate später verließ er den Verein wieder und spielte seitdem wieder für Universitatea Craiova. Am Ende der Saison 2010/11 musste er mit seinem Klub in die Liga II absteigen. Am 4. Juli 2011 wurde er zum neuen Cheftrainer von Universitatea ernannt. Anfang August 2011 verließ er den Klub wieder und schloss sich dem Erstligisten Dinamo Bukarest an. Dort gewann er mit dem Pokalsieg 2012 seinen ersten Titel.
Im Sommer 2012 wechselte Stoica zu al Shorta nach Syrien. Nach einem halben Jahr kehrte er im Februar 2013 nach Rumänien zurück und heuerte bei CS Turnu Severin an. Dort musste er am Ende der Saison 2012/13 absteigen. Anschließend wechselte er zu Universitatea Craiova in die Liga II. Dort beendete er nach der Spielzeit 2013/14 seine Laufbahn.

### Nationalmannschaft
International spielte Stoica vier Mal für Rumänien und erzielte ein Tor. Sein Debüt gab er am 28. März 2007 im Qualifikationsspiel zur Fußball-Europameisterschaft 2008 gegen Luxemburg. In der 87. Minute wurde er für Gabriel Tamaș eingewechselt, das Spiel endete 3:0. Sein einziges Länderspieltor erzielte er beim WM-Qualifikationsspiel zur WM 2010 in Südafrika am 28. März 2009 gegen Serbien. Stoica erzielte den 2:3-Anschlusstreffer bei der 2:3-Niederlage.

## Erfolge
- Rumänischer Pokalsieger: 2012
- Aufstieg in die Liga 1: 2006